# Married (série de televisão)
Married é uma série de televisão de comédia estadunidense criada por Andrew Gurland, que foi ao ar no FX de 17 de julho de 2014 a 1 de outubro de 2015. É estrelada por Judy Greer, Nat Faxon, Jenny Slate e Brett Gelman. Em 26 de outubro de 2015, o canal cancelou a série após duas temporadas e 23 episódios.

## Elenco e personagens

### Principal
- Judy Greer como Lina Bowman
- Nat Faxon como Russ Bowman
- Jenny Slate como Jess[3]
- Brett Gelman como A.J.
- Sarah Burns como Abby

### Recorrente
- Raevan Lee Hanan como Ella Bowman
- Rachel Eggleston como Maya Bowman
- Skylar Gray como Frankie Bowman
- Georgia May Geare como Frankie Bowman
- John Hodgman como Bernie
- Paul Reiser como Shep
- Regina Hall como Roxanne
- Kimiko Glenn como Miranda

## Episódios
| Temporada | Temporada | Episódios | Episódios | Originalmente exibido | Originalmente exibido  |
| Temporada | Temporada | Episódios | Episódios | Estreia da temporada  | Final da temporada     |
| --------- | --------- | --------- | --------- | --------------------- | ---------------------- |
|           | 1         | 10        | 10        | 17 de julho de 2014   | 18 de setembro de 2014 |
|           | 2         | 13        | 13        | 16 de julho de 2015   | 1 de outubro de 2015   |